# Tetraponera aethiops
Tetraponera aethiops é uma espécie de formiga do gênero Tetraponera, pertencente à subfamília Pseudomyrmecinae.